# District Argeș (interbellum)
Het district Argeș was een district van het koninkrijk Roemenië of Groot-Roemenië. De hoofdstad van het district was Pitești. Later werd Argeș samen met Muscel omgevormd tot het huidige district Argeș.

## Ligging
Argeș lag in het zuiden van het koninkrijk, in de regio Muntenië. Dit district lag ongeveer in hetzelfde gebied als het tegenwoordige district Argeș. Een klein stukje in het westen hoort nu bij Vâlcea. Argeș grensde in het westen aan Olt en Vâlcea, in het noorden aan Făgăraș en Sibiu, in het oosten aan Muscel en Dâmbovița en in het zuiden aan Teleorman en Vlașca.

## Bestuurlijke indeling
Het district Argeș was weer onderverdeeld in vijf bestuurlijke gebieden (plăși): Plasa Argeș, Plasa Dâmbovnic, Plasa Oltul, Plasa Teleorman en Plasa Uda. Later werd Plasa Uda opgesplitst in Plasa Cuca en Plasa Pitești.

## Bevolking
Volgens cijfers uit 1930 had het district in dat jaar 257.378 inwoners, waarvan 97,6% Roemenen en 2,4% van andere etnische groepen. Van deze mensen was 99,1% Roemeens-orthodox, 0,3% rooms-katholiek, 0,3% was mozaiek, enzovoorts.

### Urbanisatie
In 1930 woonden er 26.341 mensen in de steden van Argeș. Van dezen waren 90,4% Roemenen, 2,2% Joden, 2,0% Hongaren, 1,7% Roma's, 1,1% Duitsers, enzovoorts. Van de mensen in de steden waren 93% Roemeens-orthodox, 2,4 rooms-katholiek, 2,4% mozaïek, 0,7% gereformeerd, 0,7% lutheraan, enzovoort.
Alba · Arad · Argeș · Bacău · Baia · Bălți · Bihor · Botoșani · Brăila · Brașov · Buzău · Cahul · Caliacra · Câmpulung · Caraș · Cernăuți · Cetatea-Albă · Ciuc · Cluj · Constanța · Covurlui · Dâmbovița · Dolj · Dorohoi · Durostor · Făgăraș · Fălciu · Gorj · Hotin · Hunedoara · Ialomița · Iași · Ilfov · Ismail · Lăpușna · Maramureș · Mehedinți · Mureș · Muscel · Năsăud · Neamț · Odorhei · Olt · Orhei · Prahova · Putna · Rădăuți · Râmnicu-Sărat · Roman · Romanați · Sălaj · Satu-Mare · Severin · Sibiu · Someș · Soroca · Storojineț · Suceava · Târnava-Mare · Târnava-Mică · Tecuci · Teleorman · Tighina · Timiș-Torontal · Trei-Scaune · Tulcea · Turda · Tutova · Vâlcea · Vaslui · Vlașca